# 摩尔滩怪物
摩尔滩海怪是一具大型的海洋生物尸体，1925年发现于美国加州圣克鲁斯以北两英里的摩尔滩（Moore's Beach）的岩石上。

## 描述
关于这种生物的描述千差万别，以致难以确定任何细节，但是人们公认的是它有一个硕大的头颅，喙状口鼻部以及小眼睛。在各种描述中，它大约身长35到50英尺，其中狭长的的脖子就占了20英尺。
Randall Reinstedt在《加州中部海滨的神秘海怪》（Mysterious Sea Monsters of California's Central Coast）一书中写到那个怪物在一段时间内是加州中部海滨的热门话题。《圣克鲁斯哨报》（Santa Cruz Sentine）的一篇文章中描述了在沙滩上的尸体被发现之前，发生在12个或更多海狮与超级大鱼之间的激烈的战斗。
《蒙特里半岛先驱报》（The Monterey Peninsula Herald）描述它是长着一个鸭形的头和和一条像鲸鱼的尾巴。《圣克鲁斯新闻》（Santa Cruz News）的一则文章则谈到它有一个比桶还大的头和比鲍鱼还大的眼睛。一些非常奇怪的细节出现在目击者对这种不明身份的怪物的描述中。一位目击者称，动物的身体上长着几对巨大的腿，还有乳白色的脚趾甲。对此，《神秘的加州》一书作者麦克·马里纳齐（Mike Marinacci）透露，近距离拍摄的照片上可以看出怪兽脖子上看起来是象腿的东西是什么。另一个奇怪的细节是，一位目击者说，怪兽身上长着一层毛发。 

## 争论
加利福尼亚州科学院通过研究它的颅骨得出结论：这是一种极其罕见的突吻鲸（beaked whale）叫做贝氏喙鲸，因为当时几乎没有人见过这种动物的活物，伯纳德·霍伊维尔曼博士甚至怀疑世界上是否有动物学家能够鉴别出它的尸体，如果它的尸体真的存在的话。
不是每个人都赞同突吻鲸的解释。很多目击者，包括一些科学家，强烈意识到那个动物不是鲸鱼或任何已知的海洋动物。最起码，这个罕见的贝氏喙鲸来自不为人知的不列颠哥伦比亚水域。著名的博物学家E.L.华莱士，在仔细彻底地检查了尸体后,推断出这是一条被已经融化并且向南漂流的冰川之冰所保存的蛇颈龙。华莱士阐述道，由于它没有牙齿与喙，所以它是以沼泽中的草本植物为生。 
华莱士强烈认为，有不少因素逐渐更能证实蛇颈龙之说，而不是突吻鲸之说。华莱士指出，这具动物尸体体内并没有发现像鲸鱼的脊椎骨那么大的骨头。这个事实，以及这个不明动物的尾巴只有三英尺长的事实，都有违了它是鲸鱼的理论。华莱士觉得，三英尺长的尾巴对于一种深海里的动物来说太短也太弱了。 
有证据显示身体可能已经与皮肤分离，且皮肤因为卷褶而产生长长的如蛇颈龙一般的脖子的效果。被清洗干净的尸体在一旁，一部分仍与皮肤相连，一部分被想要重塑怪物的人们摆放好。

## 结论
英国古生物学家达伦·奈什通过鉴定保存于加利福尼亚州科学院的颅骨后得出结论，这正是一只贝氏喙鲸。